# Président de la république d'Indonésie
Le président de la république d'Indonésie est le chef de l'État et du gouvernement de l'Indonésie. Il est à la tête du cabinet.

## Élection présidentielle
Le président de la république est élu par le biais d'une forme modifiée du scrutin uninominal majoritaire à deux tours pour un mandat de cinq ans renouvelable une seule fois. Si aucun candidat ne recueille au premier tour la majorité absolue des suffrages exprimés ainsi qu'au moins 20 % des suffrages exprimés dans la moitié des 34 provinces du pays, un second a lieu entre les deux candidats arrivés en tête, et celui recueillant le plus de voix est déclaré élu.
Conformément à la loi électorale de 2017, seuls peuvent concourir les candidats des partis ayant recueilli au moins 25 % des voix ou 20 % des sièges lors des précédentes élections du Conseil représentatif du peuple, la chambre basse du pays. Les partis atteignant ce seuil ont l'obligation de présenter un candidat, sous peine d'interdiction aux prochaine élections. La commission électorale indonésienne est par ailleurs réputée particulièrement stricte sur les conditions de candidatures pour l'ensemble des scrutins organisés dans le pays,.
La loi électorale impose également aux candidats à la présidence et à la vice-présidence d'être âgés d'au moins quarante ans — sauf s'ils ont déjà remporté une élection locale —, de n'avoir jamais possédé d'autre nationalité que celle indonésienne, d'avoir pour conjoint une personne de nationalité indonésienne, de croire en un dieu unique, d'avoir résidé en Indonésie au cours des cinq années précédant l'élection, et de n'avoir jamais été condamné à une peine de plus de cinq ans de prison ou été en banqueroute.
Le droit de vote s'acquiert à dix-sept ans. Il pouvait auparavant s'acquérir plus tôt si l'électeur était marié, une clause de la loi électorale qui suscitait la polémique car accusée de favoriser les mariages de mineurs. L'âge minimum pour pouvoir se marier ayant été relevé à dix neuf ans en 2019, il n'y a en pratique plus d'électeurs de ce type depuis l'élection présidentielle organisée en 2024.

## Liste
Ce tableau donne la liste des présidents de la république d'Indonésie depuis sa proclamation d'indépendance des Pays-Bas le 17 août 1945.
| Nom                      | Début du mandat | Fin du mandat   | Notes                                                                       |
| ------------------------ | --------------- | --------------- | --------------------------------------------------------------------------- |
| Soekarno                 | 17 août 1945    | 11 mars 1966    | Sans parti                                                                  |
| Soeharto                 | 11 mars 1966    | 12 mars 1967    | Général de l'armée de terre, pleins pouvoirs en vertu de l'ordre du 11 mars |
| Soeharto                 | 12 mars 1967    | 27 mars 1968    | Général de l'armée de terre, président par intérim                          |
| Soeharto                 | 27 mars 1968    | 21 mai 1998     | Général de l'armée de terre                                                 |
| B. J. Habibie            | 21 mai 1998     | 20 octobre 1999 | Ancien directeur chez Messerschmitt-Bölkow-Blohm                            |
| Abdurrahman Wahid        | 20 octobre 1999 | 23 juillet 2001 | Parti du réveil national (PKB)                                              |
| Megawati Soekarnoputri   | 23 juillet 2001 | 20 octobre 2004 | Parti démocratique indonésien de lutte (PDI-P)                              |
| Susilo Bambang Yudhoyono | 20 octobre 2004 | 20 octobre 2009 | Parti démocrate                                                             |
| Susilo Bambang Yudhoyono | 20 octobre 2009 | 20 octobre 2014 | Parti démocrate                                                             |
| Joko Widodo              | 20 octobre 2014 | 20 octobre 2019 | Parti démocratique indonésien de lutte (PDI-P)                              |
| Joko Widodo              | 20 octobre 2019 | 20 octobre 2024 | Parti démocratique indonésien de lutte (PDI-P)                              |
| Prabowo Subianto         | 20 octobre 2024 | en fonction     | Parti du mouvement de la grande Indonésie                                   |

|  |